# Flor del desierto (libro)
Desert Flower: The Extraordinary Journey of a Desert Nomad es un libro autobiográfico escrito por Waris Dirie y Cathleen Miller, publicado en 1998. En él se relata la vida de la modelo somalí Waris Dirie.

## Resumen
A pesar de sufrir la mutilación genital femenina (MGF) a los cinco años, y sus secuelas de por vida, Waris Dirie escapó de su Galkayo natal (Somalia), huyendo a Mogadiscio para escapar de un matrimonio concertado. Se trasladó con unos parientes a Londres, trabajó durante un tiempo en un McDonald's y fue descubierta por casualidad por el fotógrafo de moda Terence Donovan. Siguió trabajando como modelo de cine y moda hasta que llegó a ser considerada una supermodelo. Fue entonces cuando, con Miller, escribió esta autobiografía. Poco después se convirtió en embajadora de la ONU para la abolición de la mutilación genital femenina.

## Adaptación cinematográfica
En 2009, el libro fue adaptado a una película del mismo nombre. Producida por Peter Herrmann y Benjamin Herrmann, la supermodelo etíope Liya Kebede interpreta a Waris en el papel principal.